# Cacyparis cylcops
Cacyparis cylcops är en fjärilsart som beskrevs av George Francis Hampson 1905. Cacyparis cylcops ingår i släktet Cacyparis och familjen trågspinnare. Inga underarter finns listade i Catalogue of Life.